# برنارد باركر (سياسي)
برنارد باركر (بالإنجليزية: Bernard Barker)‏ هو سياسي أمريكي وكوبي، ولد في 17 مارس 1917 في كوبا، وتوفي في 5 يونيو 2009 في ميامي في الولايات المتحدة بسبب سرطان الرئة.